# Sabata (pel·lícula)
 Sabata (títol original en italià: Ehi amico... c'è Sabata. Hai chiuso!) és una pel·lícula italiana dirigida per Frank Kramer i Gianfranco Parolini, estrenada el 1969. Ha estat doblada al català.

## Argument
Un misteriós justicier (Lee Van Cleef) sotmet una banda organitzada a un xantatge: no descobrirà la identitat dels seus membres a canvi de diners.

## Repartiment
- Lee Van Cleef: Sabata
- William Berger: Banjo
- Pedro Sanchez: Carrincha
- Nick Jordan: Indio
- Franco Ressel: Stengel

## Al voltant de la pel·lícula
- El personnage de Sabata inspira altres westerns de la mateixa època a Itàlia :
  - Lo irritarono i Santana fece piazza pulita de Rafael Romero-Marchent - 1970
  - Arriva Sabata! de Tulio Demicheli - 1970
  - Wanted Sabata de Roberto Mauri - 1970
  - Sei già cadavere amico... ti cerca Garringo ! de Juan Bosch - 1970
  - Prima ti perdono... poi t'ammazzo de Juan Bosch - 1970
  - Quel maledetto giorno della resa dei conti de Sergio Garrone - 1971
  - I due figli di Trinità d'Osvaldo Civirani - 1972

Així com un film eròtic franco-belga, Les Filles du Golden Saloon de Gilbert Roussel el 1975.